# Antoni Gutiérrez
Antoni Gutiérrez Díaz (ur. 19 stycznia 1929 w Premià de Mar, zm. 6 października 2006 w Terrassie) – hiszpański i kataloński polityk oraz lekarz, przywódca katalońskich komunistów, więzień polityczny okresu dyktatury Francisca Franco, poseł do Parlamentu Europejskiego II, III i IV kadencji.

## Życiorys
Ukończył studia medyczne, specjalizował się w zakresie pediatrii. Kształcił się następnie w Finlandii w zakresie neonatologii. Pracował m.in. w Szpitalu św. Pawła w Barcelonie.
W 1959 dołączył do nielegalnego komunistycznego ugrupowania Partit Socialista Unificat de Catalunya (PSUC). Działał w opozycji, był zatrzymywany i tymczasowo aresztowany. W 1962 został skazany na karę ośmiu lat pozbawienia wolności, osadzony w zakładzie karnym w Burgos, zwolnienie uzyskał po trzech latach.
W 1977 wybrany do Kongresu Deputowanych, z mandatu zrezygnował w 1978. Został wówczas ministrem bez teki w kierowanym przez Josepa Tarradellasa Generalitat de Catalunya. Od 1980 do 1987 pełnił funkcję posła do katalońskiego parlamentu.
W międzyczasie, od 1977 do 1981 i ponownie od 1982 do 1986, był sekretarzem generalnym PSUC. W 1987 wsparł powstanie nowego ugrupowania pod nazwą Inicjatywa dla Katalonii, odchodząc tym samym od nurtu komunistycznego. Z ramienia współtworzonej przez tę partię Zjednoczonej Lewicy w tym samym roku uzyskał mandat eurodeputowanego. Odnawiał go w 1989 i 1994, zasiadając w PE do 1999. Był m.in. przewodniczącym Komisji ds. Polityki Regionalnej, Planowania Regionalnego i Stosunków z Władzami Regionalnymi i Lokalnymi.